# Мащерка
Мащерката (Thymus) е род от около 350 вида ароматни многогодишни тревисти растения и малки храсти, високи до 40 cm, от семейство Устноцветни, растящо в Европа, Северна Америка и Азия. Няколко от видовете имат по няколко хемотипа. Стъблата са тънки, листата са вечнозелени и в повечето видове, са подредени в срещуположни двойки, на форма са овални, ненарязани и малки, между 4 и 20 mm на дължина. Цветовете са в гъсти терминални съцветия с неравни чашки с триделна горна устна и цепната долна устна. Венчето е тубуларно, дълго 4 – 10 mm, бяло, розово или виолетово.
Обикновената мащерка (T. vulgaris) е широко използвана зелена подправка. Тя идва от Средиземноморието и е най-подходяща за добре отводнени почви и обича да расте на слънце.
Кимовата мащерка (T. herba-barona) се използва както като подправка, така и като декоративно растение и има силна миризма на ким.
Цитрусовата мащерка (T. x citriodorus) (T. pulegioides x T. vulgaris) също е популярна подправка, със сортове, селектирани с миризмата на различни цитрусови плодове.
Дивата мащерка (Thymus serpyllum) и мъхнатата мащерка (T. pseudolanuginosus) не са подправки, но са атрактивни декоративни и лечебни растения.
Дивата мащерка е и важен източник на нектар за пчелите. Всички видове мащерка са източници на нектар, но дивата мащерка покрива големи площи сухи скалисти почви в Южна Европа (Гърция е специално известна с меда от дива мащерка) и Северна Африка, както и в подобни терени в Бъркшърските планини и Катскилските планини в североизточните САЩ.
Видовете от рода Thymus са използвани за храна от ларвите на някои видове пеперуди като Chionodes distinctella и Coleophora видовете C. lixella, C. niveicostella, C. serpylletorum и C. struella (последните три се хранят изключително само с Thymus).
Мащерката се използва за подправяне на меса, супи и яхнии. Тя е използвана във френската кухня, където е важна съставка на bouquet garni, както и на Herbes de Provence. Тя се използва широко и в карибската кухня. В някои страни от Близкия изток, подправката „заатар“ съдържа мащерка като насъщна съставка.
При готвене мащерката трябва да се слага рано, за да има време да отдели етеричните си масла.
Освен като подправка мащерката се използва широко и като билка. За лечебни цели се използват изсушените ѝ цветове. Притежава антисептично, противовъзпалително, отхрачващо, спазмолитично, болкоуспокояващо действие.

## Видове
Около 350 вида, между които:
- Thymus adamovicii Velen. – Мащерка на Адамович, ареал: Сърбия (Горни Милановац)
- Thymus bracteosus
- Thymus broussonetii - Мащерка на Брусън
- Thymus caespititius
- Thymus callieri Borbás ex Velen. - Калиерова мащерка
- Thymus camphoratus
- Thymus capitatus - Испански риган, шишаровидна мащерка
- Thymus capitellatus
- Thymus carnosus Boiss., син. Origanum carnosum Kuntze, син. Thymus mastichina var. carnosus Malag. - месеста мащерка, произход Испания и Южна Португалия;
- Thymus cephalotus
- Thymus cherlerioides
- Thymus ciliatus - Ресничеста мащерка, мароканска дива мащерка, мъхеста мащерка. Билка и подправка.
- Thymus cilicicus
- Thymus cimicinus
- Thymus comosus
- Thymus comptus
- Thymus doerfleri
- Thymus glabrescens Willd. – Гола мащерка
- Thymus herba-barona – Кимова мащерка
- Thymus hirsutus
- Thymus hyemalis
- Thymus integer
- Thymus jankae Čelak. - Янкиева мащерка
- Thymus lanuginosus
- Thymus leucotrichus - Хвойнова мащерка
- Thymus longicaulis C. Presl, син. Thymus moesiacus Velen - Дългостъблена мащерка
- Thymus longiflorus
- Thymus mastichina - Мастикова мащерка, използа се в кулинарията
- Thymus membranaceus
- Thymus montanus - Високопланинска мащерка
- Thymus moroderi
- Thymus nummularis
- Thymus odoratissimus
- Thymus pallasianus - Мащерка на Палас
- Thymus pannonicus All. - Панонска мащерка
- Thymus perinicus – Пиринска мащерка, ендемичен вид. Среща се само в Пирин.
- Thymus praecox Heinr. Braun - Албанска мащерка, подправка. Ендемичен вид за Балканския полуостров.
- Thymus pseudolanuginosus – Мъхната мащерка
- Thymus pulegioides - Планинска мащерка,
- Thymus quinquecostatus
- Thymus richardii
- Thymus serpyllum – Дива мащерка
- Thymus striatus
- Thymus sibthorpii Benth. - Сибториева  мащерка
- Thymus thracicus
- Thymus vandasii Velen. - Вандазиева мащерка
- Thymus villosus
- Thymus vulgaris – Обикновена мащерка
- Thymus zygioides Griseb. - Турска мащерка
- Thymus zygis

## Други
На мащерката е наречена улица в квартал „Драгалевци“ в София (Карта).